# Delirium (album d'Ellie Goulding)
Pour les articles homonymes, voir Delirium.
Albums de Ellie Goulding
Halcyon Days
(2013) Brightest Blue
(2020)
Singles
1. On My Mind
Sortie : 17 septembre 2015
2. Something in the Way You Move
Sortie : 19 janvier 2016

Delirium est le troisième album studio de l’auteure-compositrice-interprète anglaise Ellie Goulding. Il sort le 6 novembre 2015, universellement, sous le label Polydor. Le premier single extrait de l’opus, On My Mind, est sorti le 17 septembre 2015 en diffusion simultanée sur les plateformes numériques Spotify et Apple Music puis via l’iTunes Store, en même temps que la mise à disposition de la précommande de Delirium.

## Développement
Ellie Goulding fait d’abord part du fait que la musique pop sera beaucoup plus présente à travers le paysage sonore de son troisième opus par rapport à ses précédents disques. Lors d’une entrevue, elle déclare à ce sujet : « une partie de moi-même perçoit cet album comme une expérience qui me permettrait d’élaborer un énorme opus pop ; j’ai pris une décision consciente et je voulais atteindre un niveau supérieur dans ce domaine »,.

## Singles
On My Mind est sorti le 17 septembre 2015 en tant que premier single. La chanson a été accueillie de manière favorable par les critiques et a été un succès commercial.

### Singlespromotionnels
Les morceaux Something in the Way You Move, Lost and Found et Army ont été dévoilés avant la parution de Delirium en tant que singles promotionnels les 9, 23 et 30 octobre 2015, respectivement, tout comme que leur mise à disposition au format numérique coïncidant avec la précommande de l’album par le biais des détaillants en ligne,.

### Autres chansons
L’édition régulière de l’album comprend le single à succès international Love Me like You Do, qui est originellement tiré de la bande originale du film Cinquante nuances de Grey. En outre, l’édition deluxe inclut Outside, chanson en collaboration avec le disc jockey écossais Calvin Harris, qui apparaît initialement sur son album Motion, sorti en 2014. Tout au long de la semaine précédant la sortie de l’album, plusieurs stations de radio ont joué en avant-première différentes chansons issues de celui-ci. Don't Panic, première à être choisie, a été lancée sur la station BBC Radio 2 le 31 octobre 2015. La seconde, Keep on Dancin’, a été retransmise sur la station BBC Radio 1 le 2 novembre 2015.

## Liste des pistes
| Delirium – Édition régulière | Delirium – Édition régulière  | Delirium – Édition régulière                                              | Delirium – Édition régulière                       | Delirium – Édition régulière | Delirium – Édition régulière | Delirium – Édition régulière | Delirium – Édition régulière | Delirium – Édition régulière | Delirium – Édition régulière |
| No                           | Titre                         | Auteur                                                                    | Producteur(s)                                      | Durée                        |                              |                              |                              |                              |                              |
| ---------------------------- | ----------------------------- | ------------------------------------------------------------------------- | -------------------------------------------------- | ---------------------------- | ---------------------------- | ---------------------------- | ---------------------------- | ---------------------------- | ---------------------------- |
| 1.                           | Intro (Delirium)              | Ellie Goulding, Joe Kearns, Chris Ketley                                  | Kearns, Ketley                                     | 1:54                         |                              |                              |                              |                              |                              |
| 2.                           | Aftertaste                    | Goulding, Greg Kurstin                                                    | Kurstin                                            | 3:46                         |                              |                              |                              |                              |                              |
| 3.                           | Something in the Way You Move | Goulding, Kurstin                                                         | Kurstin                                            | 3:47                         |                              |                              |                              |                              |                              |
| 4.                           | Keep on Dancin’               | Goulding, Ryan Tedder, Nicole Morier (en), Noel Zancanella (en)           | Tedder, Zancanella, Anders Kjær[a], Synthomania[a] | 3:46                         |                              |                              |                              |                              |                              |
| 5.                           | On My Mind                    | Goulding, Max Martin, Savan Kotecha, Ilya Salmanzadeh                     | Martin, Salmanzadeh                                | 3:33                         |                              |                              |                              |                              |                              |
| 6.                           | Around U                      | Goulding, Joe Janiak, Fred Gibson, Tristan Landymore                      | Kurstin, Fred[a], Kearns[b]                        | 3:17                         |                              |                              |                              |                              |                              |
| 7.                           | Codes                         | Goulding, Martin, Kotecha, Ilya                                           | Salmanzadeh                                        | 3:16                         |                              |                              |                              |                              |                              |
| 8.                           | Holding on for Life           | Goulding, Kurstin, Maureen « MoZella (en) » McDonald                      | Kurstin                                            | 4:15                         |                              |                              |                              |                              |                              |
| 9.                           | Love Me like You Do           | Martin, Kotecha, Ilya, Ali Payami, Tove Lo                                | Martin, Payami                                     | 4:12                         |                              |                              |                              |                              |                              |
| 10.                          | Don’t Need Nobody             | Goulding, Kotecha, Peter Svensson (en), Ludvig Söderberg, Jakob Jerlström | Svensson, The Struts                               | 3:33                         |                              |                              |                              |                              |                              |
| 11.                          | Don’t Panic                   | Goulding, Kurstin, McDonald                                               | Kurstin                                            | 3:16                         |                              |                              |                              |                              |                              |
| 12.                          | We Can't Move to This         | Goulding, Kurstin, McDonald, Fred Gibson, Alex Gibson                     | Fred, Kurstin[a],[b]                               | 3:28                         |                              |                              |                              |                              |                              |
| 13.                          | Army                          | Goulding, Martin, Kotecha, Payami                                         | Martin, Payami                                     | 3:57                         |                              |                              |                              |                              |                              |
| 14.                          | Lost and Found                | Goulding, Martin, Laleh Pourkarim, Carl Falk (en), Joakim Berg (en)       | Falk, Martin, Kristian Lundin (en)[a],[b]          | 3:36                         |                              |                              |                              |                              |                              |
| 15.                          | Devotion                      | Goulding, Payami, Klas Åhlund, Stephen Wrabel (en)                        | Åhlund, Payami                                     | 3:46                         |                              |                              |                              |                              |                              |
| 16.                          | Scream It Out                 | Goulding, Jim Eliot (en)                                                  | Kurstin, Eliot[b], Kearns[b]                       | 3:09                         |                              |                              |                              |                              |                              |
| 56:31                        |                               |                                                                           |                                                    |                              |                              |                              |                              |                              |                              |

| Delirium – Édition spéciale (titres bonus) | Delirium – Édition spéciale (titres bonus)         | Delirium – Édition spéciale (titres bonus) | Delirium – Édition spéciale (titres bonus) | Delirium – Édition spéciale (titres bonus) | Delirium – Édition spéciale (titres bonus) | Delirium – Édition spéciale (titres bonus) | Delirium – Édition spéciale (titres bonus) | Delirium – Édition spéciale (titres bonus) | Delirium – Édition spéciale (titres bonus) |
| No                                         | Titre                                              | Auteur                                     | Producteur(s)                              | Durée                                      |                                            |                                            |                                            |                                            |                                            |
| ------------------------------------------ | -------------------------------------------------- | ------------------------------------------ | ------------------------------------------ | ------------------------------------------ | ------------------------------------------ | ------------------------------------------ | ------------------------------------------ | ------------------------------------------ | ------------------------------------------ |
| 17.                                        | The Greatest                                       | Goulding, Joel Little (en)                 | Little                                     | 3:31                                       |                                            |                                            |                                            |                                            |                                            |
| 18.                                        | I Do What I Love                                   | Goulding, Pourkarim                        | Pourkarim                                  | 2:51                                       |                                            |                                            |                                            |                                            |                                            |
| 19.                                        | Paradise                                           | Goulding, Little                           | Kurstin, Little[a]                         | 3:44                                       |                                            |                                            |                                            |                                            |                                            |
| 20.                                        | Winner                                             | Goulding, Pourkarim                        | Pourkarim, Gustaf Thörn[c]                 | 3:20                                       |                                            |                                            |                                            |                                            |                                            |
| 21.                                        | Heal                                               | Goulding, Guy Lawrence, James Napier       | Lawrence, Jimmy Napes                      | 4:52                                       |                                            |                                            |                                            |                                            |                                            |
| 22.                                        | Outside (Calvin Harris en duo avec Ellie Goulding) | Goulding, Calvin Harris                    | Harris                                     | 3:47                                       |                                            |                                            |                                            |                                            |                                            |
| 78:36                                      |                                                    |                                            |                                            |                                            |                                            |                                            |                                            |                                            |                                            |

| Delirium – Édition vendue par Target (titres bonus) | Delirium – Édition vendue par Target (titres bonus)               | Delirium – Édition vendue par Target (titres bonus)                        | Delirium – Édition vendue par Target (titres bonus) | Delirium – Édition vendue par Target (titres bonus) | Delirium – Édition vendue par Target (titres bonus) | Delirium – Édition vendue par Target (titres bonus) | Delirium – Édition vendue par Target (titres bonus) | Delirium – Édition vendue par Target (titres bonus) | Delirium – Édition vendue par Target (titres bonus) |
| No                                                  | Titre                                                             | Auteur                                                                     | Producteur(s)                                       | Durée                                               |                                                     |                                                     |                                                     |                                                     |                                                     |
| --------------------------------------------------- | ----------------------------------------------------------------- | -------------------------------------------------------------------------- | --------------------------------------------------- | --------------------------------------------------- | --------------------------------------------------- | --------------------------------------------------- | --------------------------------------------------- | --------------------------------------------------- | --------------------------------------------------- |
| 23.                                                 | Powerful (Major Lazer en duo avec Ellie Goulding et Tarrus Riley) | Diplo, Maxime Picard, Clement Picard, Ilsey Juber, Fran Hall, Tarrus Riley | Major Lazer, Picard Brothers                        | 3:26                                                |                                                     |                                                     |                                                     |                                                     |                                                     |
| 24.                                                 | Let It Die                                                        | Goulding                                                                   | Kearns                                              | 3:31                                                |                                                     |                                                     |                                                     |                                                     |                                                     |
| 25.                                                 | Two Years Ago                                                     | Goulding, Eliot                                                            | Eliot                                               | 5:01                                                |                                                     |                                                     |                                                     |                                                     |                                                     |
| 90:34                                               |                                                                   |                                                                            |                                                     |                                                     |                                                     |                                                     |                                                     |                                                     |                                                     |

Notes
a  producteur supplémentaire
b  producteur vocaliste
c  producteur assistant
- We Can't Move to This contient des éléments et des extraits de la chanson It's Over Now, écrite et interprétée par le groupe américain 112, qui utilise elle-même des extraits du morceau White Lines (Don't Don't Do It) de Melle Mel et Sylvia Robinson.

## Classements et certifications
| Classement (2015)                  | Meilleure position |
| ---------------------------------- | ------------------ |
| Allemagne (Media Control AG)       | 5                  |
| Australie (ARIA)                   | 3                  |
| Autriche (Ö3 Austria Top 40)       | 5                  |
| Belgique (Flandre Ultratop)        | 1                  |
| Belgique (Wallonie Ultratop)       | 16                 |
| Canada (Canadian Albums)           | 2                  |
| Danemark (Tracklisten)             | 12                 |
| Écosse (OCC)                       | 5                  |
| Espagne (Promusicae)               | 25                 |
| États-Unis (Billboard 200)         | 3                  |
| États-Unis (Tastemaker Albums)     | 8                  |
| États-Unis (Top Album Sales)       | 3                  |
| États-Unis (Digital Albums)        | 3                  |
| Finlande (Suomen virallinen lista) | 24                 |
| France (SNEP)                      | 34                 |
| Irlande (IRMA)                     | 2                  |
| Italie (FIMI)                      | 22                 |
| Norvège (VG-lista)                 | 9                  |
| Nouvelle-Zélande (RIANZ)           | 4                  |
| Pays-Bas (Mega Album Top 100)      | 11                 |
| Pologne (ZPAV)                     | 35                 |
| Portugal (AFP)                     | 19                 |
| Tchéquie (IFPI)                    | 9                  |
| Royaume-Uni (UK Albums Chart)      | 3                  |
| Suède (Sverigetopplistan)          | 7                  |
| Suisse (Schweizer Hitparade)       | 5                  |

| Classement (2015)           | Meilleure position |
| --------------------------- | ------------------ |
| Belgique (Flandre Ultratop) | 79                 |
| Royaume-Uni (OCC)           | 34                 |

| Pays               | Certification | Ventes et exportations |
| ------------------ | ------------- | ---------------------- |
| Brésil (ABPD)      | Or            | 20 000 exemplaires     |
| Mexique (AMPROFON) | Or            | 30 000 exemplaires     |
| Pologne (ZPAV)     | Or            | 10 000 exemplaires     |
| Royaume-Uni (BPI)  | Or            | 100 000 exemplaires    |

## Historique de sortie
| Pays         | Date            | Format              | Édition                        | Label   |
| ------------ | --------------- | ------------------- | ------------------------------ | ------- |
| Monde entier | 6 novembre 2015 | CD, numérique ou LP | Régulière, spéciale ou coffret | Polydor |